# Molophilus (Austromolophilus) illperippa
Molophilus (Austromolophilus) illperippa is een tweevleugelige uit de familie steltmuggen (Limoniidae). De soort komt voor in het Australaziatisch gebied.